# Snowbirds Don't Fly
"Snowbirds Don't Fly" es una historieta antidrogas en dos partes publicada en los números 85 / 86 de la revista Green Lantern/Green Arrow en 1971. La misma fue escrita por Dennis O'Neil y Neal Adams, con arte este último junto a Dick Giordano. En ella se relata una historia de Linterna Verde y Flecha Verde en la que luchan contra expendedores de drogas. A medida que se desarrolla la trama se enteran de que el una vez ayudante de Flecha Verde, Roy "Speedy" Harper, es adicto a las drogas deben lidiar con la situación. Considerado un momento decisivo en el tratamiento de temas maduros en las historias publicadas por DC Comics, el tono de la historia se establece desde el comentario de la portada: "DC attacks youth's greatest problem... drugs!" ("DC ataca el mayor problema de la juventud... las drogas").
La palabra "Snowbirds" del título remite a un término del slang usado para referirse a una persona adicta a la cocaína o heroína.

## Argumento
Al comenzar la historia, (Green Lantern/Green Arrow 85), Oliver Queen se enfrenta a unos asaltantes que le terminan disparando con una ballesta. Una vez que es curado, le despierta curiosidad el que la flecha que lo hirió era una de las que utiliza en su alter ego Flecha Verde. Rastreando a los atacantes, Oliver y su amigo Linterna Verde (Hal Jordan), descubren que los asaltantes son drogadictos que necesitaban dinero para comprar drogas, y se sorprende al encontrar a su compañero Speedy (Roy Harper) entre ellos. Al principio Oliver cree que él está trabajando encubierto entre los adictos, pero luego Queen lo descubre intentando inyectarse heroína. Se vuelve evidente que las flechas robadas son las de Flecha Verde ya que este las compartía con Harper cuando combatían el crimen juntos. En la segunda parte (Green Lantern/Green Arrow 86), enfurecido por la situación, Flecha Verde golpea a Harper quien, avergonzado, decide combatir la adicción y, acompañado por Green Lantern, acuden a Dinah Lance (Canario Negro) por ayuda. Con la información que les proporcionó Roy, Flecha Verde y Linterna Verde se enfrentan al líder de la red de narcotraficantes, quien resulta ser un empresario farmacéutico que públicamente condenaba el abuso de drogas. Al final de la historia, ambos acuden al funeral de un drogadicto muerto por [sobredosis]], y allí se encuentran con Roy, quien les relata a los héroes que pudo vencer su adicción, pero le recrimina a Oliver no haber sido de ayuda en el momento en que más lo necesitaba.

## Trasfondo
Hacia fines de la década de 1960, el título Green Lantern estaba por ser cancelado, lo que le dio al guionista Denny O'Neil mucha libertad al asignarle la serie. O'Neil dijo que "mi experiencia periodística y mi activismo social me llevó a preguntarme si no podía vivir de combinar ambas cosas. Así que esta era la oportunidad para ver si mi idea funcionaría. Era una situación en la que nadie tenía nada que perder. Y creo que escribir sobre cosas que realmente me preocupaban hizo que elevara el nivel de mi trabajo. Además me llevó a resolver retos en materia laboral a los que nunca antes había enfrentado." La primera de esas "socialmente motivadoras" historias de Linterna Verde/Flecha Verde fue escrita pensando en Gil Kane como su dibujante, pero finalmente fue reemplazado por Neal Adams.
La etapa de O'Neil/Adams tuvo una alta atención de los medios y reconocimiento de la crítica incluyendo cinco Premios Shazam en 1971, pero para el momento de "Snowbirds Don't Fly" Adams sentía que se habían quedado sin ideas y que estaban produciendo historias que carecían de verdadera relevancia, Él propuso una historia sobre la adicción a las drogas, un tema que tanto él como O'Neil ya habían querido abordar y que ya conocían de cerca: Adams era el presidente de un centro de rehabilitación de drogas en su vecindario y O'Neil vivía en un barrio donde residían muchos adictos. O'Neil contó que: "Todos los días veía gente desmayada en la calle debido a la heroína. Tenía amigos con problemas de drogas, personas que a las 3 de la mañana llegaba con convulsiones." Al principio, cuando Adams hizo el bosquejo de la tapa mostrando a Speedy con los elementos para drogarse, los editores Julius Schwartz y Carmine Infantino lo rechazaron dado que no iba a ser aprobado por el Comics Code Authority. (El comité prohibía la representación del abuso de drogas, incluso en un contexto donde se las condenara). O'Neil dijo que Schwartz "fue un gran apoyo" durante su etapa en Green Lantern, y que encontraba al Comics Code como una gran restricción al tocar temas sociales.
En ese tiempo se publicaron los números 96 al 98 de The Amazing Spider-Man (mayo a julio de 1971) por la editorial rival Marvel Comics, en cuya historia se mostraba a un personaje importante (Harry Osborn) luchando contra su adicción a las drogas. Las de Spider-Man fueron las primeras revistas de historietas de una editorial importante en salir publicadas sin el sello de aprobación del Comics Code Authority desde 1954, año en que se creó el comité. Adams dijo: "Podríamos haberlo hecho primero y ser los que hicieron el gran movimiento. Tomar una píldora y caminar sobre el techo no es la realidad (refiriéndose a una escena de Amazing Spider-Man 96), pero la adicción a la heroína sí lo es; que le pasara a uno de nuestros héroes era potencialmente devastador. De todos modos, los editores de DC, Marvel y el resto convocaron una reunión, y en tres semanas, el código de historietas se reescribió por completo. E hicimos nuestra historia."
Al preguntarle sobre por qué fue elegido Roy Harper para ilustrar el abuso de drogas, O'Neil dijo que "Elegimos a Roy [Harper] para un mayor impacto emocional. Pensábamos que un ya establecido buen chico enfrentando a la adicción podría ser más fuerte que si nosotros... algún personaje que crearamos para la ocasión. Además, queríamos mostrar que la adicción no estaba limitada a a los chicos 'malos' o 'descarriados'"
El final de la historia original de O'Neil mostraba a Speedy superando su adicción y reconciliándose con Flecha Verde. Adam se quejó de ese final diciendo que era demasiado anticlimático. Cuando O'Neil dijo que no estaba de acuerdo, Adams escribió dos nuevas páginas por su cuenta y se las mostró a Schwartz. Este aprobó la revisión de Adams y así se publicó en lugar del final de O'Neil. En un artículo de 1975 para The Amazing World of DC Comics, O'Neil dijo que aún sentía que el cambio hecho por Adams no era tan bueno como el original: "No estoy de acuerdo con lo que implica la conclusión de esa historia. Lo que da a entender es que un puñetazo en la boca lo resuelve todo."

## Premios y reconocimientos
La historia "Snowbirds Don't Fly" ganó en 1971 el Premio Shazam a la "Mejor Historia Individual". Además, el alcalde de New York John Lindsay escribió una carta a DC Comics en respuesta a ese número elogiandolos, la cual fue impresa en el número 86. En 2004 Jonah Weiland, autor de la página web Comic Book Resources, se dirigió al arco "Snowbirds Don't Fly" como el comienzo de una era de relevancia social de las historietas de Green Lantern/Green Arrow, algo que finalmente abrió el mundo de DC Comics a otras minorías (por ejemplo, personajes homosexuales). Años más tarde se creó el personaje Mia Dearden (la sucesora de Roy Harper) quien no solo se la mostraba como víctima de la prostitución infantil sino también como portadora HIV positivo, y a pese a su triste historia, el guionista Judd Winick la retrató como una heroína positiva y proactiva.